# ドロキシドパ
ドロキシドパ（一般名：Droxidopa、L-threo-dihydroxyphenylserine、 商品名：ドプス、Northera）は、アドレナリン受容体刺激薬であるノルアドレナリンおよびアドレナリンのプロドラッグとして作用する、合成アミノ酸前駆体である。ノルアドレナリンや アドレナリンとは異なり血液脳関門を通過可能である。

## 効能・効果
日本での適応症は下記の通り。
1. パーキンソン病
2. シャイ・ドレーガー症候群、家族性アミロイドポリニューロパチー
3. 血液透析患者における起立性低血圧

## 処方
低血圧に広く用いられ、例えば神経性起立性低血圧、とりわけパーキンソン病によるすくみ足や立ちくらみに有効である。また、ダイアライザーによる人工透析により惹起される一過性の低血圧にも用いる。線維筋痛症や慢性疲労症候群に関連する低血圧にも使用する。

## 歴史
ドロキシドパは住友製薬によって神経性起立性低血圧を含む低血圧の治療のために生み出された。この薬は日本やその周辺国において低血圧治療用に1989年から使われていた。 2006年の大日本製薬との合併に伴い、大日本住友製薬とチェルシー社はドロキシドパのライセンスに関する契約を結んだ。これにより、日本、韓国、中国、台湾以外にも幅広く世界へマーケティングし、医薬品開発を行う運びとなる。そしてアメリカ合衆国における神経性起立性低血圧治療薬としての認可に先立ち効能追加を補助するために行われた透析患者の低血圧に関する治験の第二相が完了。2014年2月、アメリカ食品医薬品局（FDA）はドロキシドパを神経性起立性低血圧の症状を治療する薬として認可した。チェルシー社はアメリカにおいてドロキシドパの神経性起立性低血圧に関する希少疾病用医薬品の指定を取得して、現地アメリカでの開発を担う製薬会社となった。

## 薬理作用
ドロキシドパは神経伝達物質であるノルアドレナリンやアドレナリンのプロドラッグであり、身体や脳に存在するこれら神経伝達物質の濃度を上昇させるために用いられる。ドロキシドパは芳香族L-アミノ酸デカルボキシラーゼよって代謝される。神経性起立性低血圧の患者は、ノルアドレナリンやアドレナリンの不足を抱えており、それが患者が起立を試みたときにおこる低血圧の原因になる。ドロキシドパは末梢神経系のシナプスにおけるノルアドレナリンやアドレナリンの濃度を上昇させることによって働き、心拍数の上昇と、高い血圧を引き起こし、起立するとき及びしているときの血流を維持を可能にする。
ドロキシドパはノルアドレナリンやアドレナリンが通り抜けることのできない血液脳関門を通過可能である。中枢神経系におけるノルアドレナリンやアドレナリンの濃度上昇は幅広い症状の患者に有用なのだ。ドロキシドパはカルビドパのようなドーパデカルボキシラーゼ阻害剤や芳香族L-アミノ酸デカルボキシラーゼ阻害剤と反応してノルアドレナリンやアドレナリンの濃度を増加させ維持し、神経の作動レベルを維持する。

## 副作用
おおよそ20年にわたる販売実績の中で、ドロキシドパの副作用の少なさと、副作用の多くが軽微なものであることが実証されている。頻脈、高血圧、吐き気、嘔吐、頭痛、片頭痛を訴える患者がいる。